# Fischermühle (Rosenfeld)
Die Fischermühle ist ein Wohnplatz der Stadt Rosenfeld im baden-württembergischen Zollernalbkreis. Sie steht nordöstlich von Rosenfeld im Bubenhofer Tal am linken Ufer der Stunzach. Das Anwesen war Mahlmühle, Sägemühle und Bauernhof; 1342 wurde sie als „Stollenmühle in der Horgenau“ genannt. Der Name Fischermühle rührt von dem der Familie Fischer, die die Mühle über 300 Jahre lang betrieb. Heute wird das Areal anderweitig genutzt.